# Macuiltépec
Macuiltépec o Mackuiltépec o Macuiltépetl es el nombre de un volcán y parque ecológico, que se encuentra en el centro de la ciudad de Xalapa, México.

## Toponimia
El significado de Macuiltépetl en nahuatl podría ser (el) 'quinto cerro' o 'cerro cinco', mientras que la variante Macuiltépec (< mākwil-tēpe-k) sería 'en el cerro cinco'.
Por otro lado, una reciente investigación financiada por el Patronato del Parque y basada en estudios de campo, topográficos, pictóricos e iconográficos (Aguilar-Rodríguez, S.H., 2009) menciona que la denominación correcta debería ser "la montaña de las cinco cúspides". En planos de finales del siglo XIX (como el de Manuel Rivera Cambas) se ha podido constatar que el cerro tenía cinco promontorios que desde algún punto en el horizonte destacaban. Actualmente, debido a erosión y a causas diversas, se perciben sólo dos de los 5 picos mencionados.

## Geografía
El Macuiltépec es un pequeño volcán monogenético con una forma cónica y una pendiente fuerte (15 a 20 grados). Su origen data del Pleistoceno Superior, con edad de hasta 30 000 años antes del presente, y del Holoceno. El cono volcánico está cubierto por material escoriáceo andesítico o basáltico, a veces cubierto por cenizas volcánicas. 
Extensión: la extensión exclusivamente del Parque Ecológico Macuiltépec (PEM) 31 ha
Altitud: 1500 m s. n. m. (base del parque) a 1600 m s. n. m. (pirámide mausoleo)
Localización Geográfica: se ubica a los 19°32′54″N 96°55′15″O / 19.54833, -96.92083.

## Clima
Se considera como (A) C (fm) Semicálido-húmedo: temperatura media anual entre 18 °C y 29 °C y la del mes más frío inferior a 5 °C.
La lluvia es abundante en todo el año, teniendo el mes más seco una precipitación mayor a 40 mm. 
Se encuentra en la porción media y norte del municipio de Xalapa. Este tipo de clima cubre una superficie de 78 km. 2 (25 %). La temperatura máxima extrema está entre 10 y 20 días, el número de días con heladas de 1 a 10 días y el número de días con granizo entre 0 y 1 día, el número de días nublados entre 100 y 150 días, el número de días despejados es de menos de 100 días.

## Flora
La vegetación arbustiva es podada constantemente en las áreas donde la "hierba" crece demasiado. En dichas áreas florecen infinidad de plantas silvestres con flores de múltiples y apreciables coloridos. Se calcula que anualmente florecen unas 45 especies de flores arbustivas llamativas (incluso, algunos visitantes las cosechan en algún momento). Algunas especies vegetales, tales como la dalia cimarrona (que florea a finales de verano) son cruciales para numerosas especies de mariposas (al menos 15 morfoespecies). La balsamina (Impatiens sp.) es otra de las especies naturalizadas en el PEM que agregan un elemento estético al bosque con sus diversos colores de flores. Entre las frutales sembradas predominan el aguacate (Persea americana), la naranja (Citrus sinensis), la guayaba (Psidium spp.) y el níspero (Eryobotria japonica), que se ha naturalizado profusamente.
Entre las más comunes especies de ornato destacan: el tulipán africano (Spathodea campanulata), el hule (Ficus elastica), el jacarandá (Jacaranda mimosifolia), el nogal (Juglans piriformis), el trueno (Ligustrum lucidum), la liliana (Syzygium samaranguensis), la maicera (Dracaena flagrans), el warneke (D. deremensis), el coleo (Coleus blumei), (Cassia didymobotria), bugambílea (Buganvillea glabra), hortensia (Hydrangea macrophylla), el helecho peine (Nephrolepsis exaltata), y el bambú (Phyllostachys aurea). Las plantas parásitas están representadas comúnmente por la corrigüela (Psittacanthus schiedeanus) en el estrato arbóreo y por la longanicilla (Cuscuta xalapensis). Entre los hongos poliporáceos más comunes se encuentran Pleurotus ostreatus, Auricularia spp) y Polyporus sanguíneus entre otros.

## Fauna
Se han registrado a la fecha 3 especies de anfibios, 7 de reptiles, 182 de aves (de las cuales más del 40% son migratorias) y se calcula existen alrededor de 30 especies de mamíferos voladores y no voladores. Hernández-Baz (com. pers.) estima que hay unas 200 especies de mariposas diurna.
Entre las especies más comunes de anfibios pueden citarse a la ranitas de bosque (Leptodactylus spp.) y a los tlaconetes (Bolitoglossa platidactyla). Entre los reptiles destacan los perrillos o anolis (Anolis sericeus), la lagartija común (Sceloporus variabilis), la culebrita dormilona (Ninia diademata), la falsa coralillo (Geophis sp.) y la serpiente rey o coral falsa (Lampropeltis triangulum).
Las aves residentes cuentan con: primavera (Turdus grayi), carpintero chéjere (Melanerpes aurifrons), mulato (Melanotis caerulescens), chivizcoyo (Dendrortyx barbatus), que fueron reintroducidos en julio de 1995, monjito (Euphonia elegantissima) y gorriones (Aimophila rufescens).
Entre las migratorias se registran: el chipe coroninegro (Wilsonia pusilla), la lindatarde (Seiurus aurocapillus), el carpintero chupasavia (Sphirapicus varius), el pavito (Sethophaga ruticilla), el gavilán matojero (Accipiter striatus) y el gavilán pollero (Accipiter cooperi). El PEM es un sitio de paso para aves migratorias. Las rapaces destacan en este grupo y se han llegado a contar desde el mirador de la torre a más de 51 000 individuos emigrando. La mayor parte de estas rapaces migratorias pertenecen a las siguientes especies: zopilote aura (Cathartes aura), gavilán alas anchas (Buteo platypterus), aguililla cuaresmera (Buteo swainsoni) y lilis o cernícalos (Falco sparverius). Entre los mamíferos están: el tlacuache (Didelphis marsupialis), la ardilla (Sciurus aureogaster), el cacomixtle (Basariscus astutus), gato montes (lynix rufux) murciélagos insectívoros (como Molossus ater y Tadarida brasiliensis que es migratorio), muciélagos frugívoros (Artibeus spp.) y murciélagos nectívoros (Glossophaga soricina). En las orillas del PEM es posible encontrar también ratas comunes (Rattus norvegicus).

## Camino a la cumbre
En 1922, William K. Boone, benefactor de la ciudad y presidente en aquel entonces de la Cámara de Comercio de la localidad, ideó y dirigió la construcción de un camino para automóviles que subiera a la cumbre.  En relación con este proyecto, redactó y documentó un artículo que fue publicado por la revista Popular Mechanics en abril de 1923.
- Boone, William Kenneth (1923). «Caminos gemelos en espiral al cráter de un volcán». Contrapunto 12 Vol. 4 (Sep-Dic 2009). Editora de Gobierno del Estado de Veracruz, pp. 36-42. Archivado desde el original el 10 de octubre de 2010. (traducción del artículo "Twin Roads Spiral into Crater of Volcano", en Popular Mechanics Magazine, Chicago, Ill., Vol. 39, N.º 4).

- Boone Canovas, Carmen (2009). «Macuiltépetl, un cerro con mucha historia que contar». Contrapunto 12 Vol. 4 (Sep-Dic 2009). Editora de Gobierno del Estado de Veracruz, pp. 43-53. Archivado desde [http://www.editoraveracruz.gob.mx/gacetas/revista/PDF/RC_012.pdf

No se que mas decir ! el original] el 2 de diciembre de 2015.
- Bazarte Martínez, Alicia:  Trazos de una vida, bosquejos de una Ciudad. El pintor Carlos Rivera y Xalapa. México, Instituto Politécnico Nacional / Gobierno del Estado de Veracruz, 2009 (pp.173-).

## Patrimonio Xalapa-Macuiltépetl
Xalapa, Veracruz a 1 de febrero de 2010.-
Área Natural Protegida, espacio para el deporte, la recreación ambiental; vestigios de un volcán que vivió hace 30 mil años, raíces prehispánicas y un sitio donde anidan aves rapaces, reptiles y restos de antiguos héroes agraristas, son parte del patrimonio intangible que hoy constituyen el parque ecológico Macuiltépetl.
De hecho, dice su director, Jesús Zúñiga, en este espacio de cerca de 32 hectáreas, que se ubica a una altitud de 1570 m s. n. m., aún se puede observar vegetación nativa del bosque mesófilo, como árboles de liquidámbar, cedros, hayas, fresnos, cítricos, y arbustos como la zarzamora.
Asimismo, cacomixtles, cerca de 100 especies de aves, entre las que destacan las rapaces, colibríes, el gavilán gritón, ardillas, falsos corales, serpientes, lagartijas, 15 o 20 especies de anfibios e innumerables insectos.
Incluso, menciona el director del parque, al pie de la escalinata que da al Museo de la Fauna, uno de los puntos más visitados, hay una colonia de abejas sin aguijón conocidas como meliponas, que son las que producen la cera de Campeche y miel con propiedades medicinales.
"Algo importante es que el cerro tiene un origen volcánico, es un pequeño volcán que se formó hace 30 000 años, cuando había actividad en la zona y presumiblemente el ecráter que visitamos es la chimenea principal por donde hubo actividad volcánica". 
Por su parte, el Mausoleo, donde se depositaron los restos de personajes como Úrsulo Galván y Carolino Anaya, explica Jesús Zúñiga, es una pirámide que se construyó en los años 1940s para albergar los restos de algunos héroes agraristas.
El Parque Ecológico Macuiltépetl abre los 365 días del año, de las 6 de la mañana a las 6 de la tarde (Ver Artículo 10 del Reglamento Interno).
El acceso es por la Colonia Aguacatal, a un lado del Centro Estatal de Cancerología, el cual fue inaugurado el 29 de noviembre de 2004 por el entonces gobernador del estado, Lic. Miguel Alemán Velasco a instancias de una petición del Secretario de Salud estatal, Dr. Mauro Loyo Varela, teniendo como primer director y precursor de dicha construcción al distinguido médico, Dr. Pedro Guillermo Coronel Brizio, que en su periodo se acreditaron el programa de gastos catastróficos de cáncer mamario, del cuello uterino y leucemias en menores de 17 años. Posteriormente fue Certificado por el Consejo General de Salud.